# Poncarale
Poncarale – miejscowość i gmina we Włoszech, w regionie Lombardia, w prowincji Brescia.
Według danych na rok 2004 gminę zamieszkiwało 4135 osób, 344,6 os./km².